# Aleh Mikultschyk
Aleh Antonawitsch Mikultschyk (belarussisch Алег Антонавіч Мікульчык, russisch Олег Антонович Микульчик/Oleg Antonowitsch Mikultschik; * 21. Juni 1964 in Minsk, Weißrussische SSR) ist ein ehemaliger belarussischer Eishockeyspieler, der in seiner Karriere unter anderem für die Winnipeg Jets und Mighty Ducks of Anaheim in der National Hockey League, sowie die Nürnberg Ice Tigers in der Deutschen Eishockey Liga gespielt hat. Seit seinem Karriereende arbeitet er als Trainer.

## Karriere
Aleh Mikultschyk begann seine Karriere als Eishockeyspieler im Nachwuchsbereich des HK Dynamo Moskau, für dessen Profimannschaft er von 1983 bis 1991 in der höchsten sowjetischen Spielklasse aktiv war. In dieser Zeit gewann er mit Dynamo 1990 und 1991 jeweils die sowjetische Meisterschaft. Zur Saison 1991/92 wechselte der Verteidiger zu Chimik Woskressensk, für das er allerdings nur 15 Spiele bestritt, ehe er von den Winnipeg Jets verpflichtet wurde. Für diese gab er in der Saison 1993/94 sein Debüt in der National Hockey League, wobei er in vier Spielen eine Vorlage gab. In seiner Zeit im Franchise der Jets kam er hauptsächlich für deren Farmteams aus der American Hockey League, die New Haven Nighthawks, Moncton Hawks und Springfield Falcons, zum Einsatz. Im Sommer 1995 unterschrieb der Belarusse einen Vertrag bei den Mighty Ducks of Anaheim, für die er acht weitere Spiele in der NHL bestritt. Die restliche Zeit verbrachte er bei deren Farmteams, den Baltimore Bandits aus der AHL sowie den Long Beach Ice Dogs und Fort Wayne Komets aus der International Hockey League.
Nachdem er im Vorjahr ausschließlich in der IHL eingesetzt worden war, unterschrieb Mikultschik für die Saison 1997/98 bei den Nürnberg Ice Tigers aus der Deutschen Eishockey Liga. Für diese erzielte er in 41 Spielen vier Tore und gab 15 Vorlagen. Daraufhin wechselte er zum HK Metallurg Magnitogorsk aus der russischen Superliga. Mit diesem gewann er 1999 und 2000 jeweils die European Hockey League und wurde in der Saison 1998/99 zudem Russischer Meister. Von 2000 bis 2002 stand der Rechtsschütze für Krylja Sowetow Moskau und seinen Ex-Club Chimik Woskressensk in der zweitklassigen Wysschaja Liga auf dem Eis. Die Saison 2002/03 verbrachte er wiederum in der Superliga beim HK Metschel Tscheljabinsk und Neftechimik Nischnekamsk. Von 2003 bis 2007 stand Mikultschyk in der belarussischen Extraliga in seiner Heimatstadt beim HK Junost Minsk und dessen Ligarivalen HK Dinamo Minsk unter Vertrag. Mit Junost wurde er 2004 und 2005 jeweils belarussischer Meister, sowie 2004 Pokalsieger. Mit Dinamo gewann er nach dem Pokalsieg 2006 zum Abschluss seiner Karriere in der Saison 2006/07 noch einmal die belarussische Meisterschaft. Anschließend beendete er im Alter von 42 Jahren seine Profilaufbahn.

### International
Für die Sowjetunion nahm Mikultschik an der Junioren-Weltmeisterschaft 1984 teil. Für Belarus nahm er an den Weltmeisterschaften 1998, 1999, 2001 und 2005 teil. Des Weiteren stand er im Aufgebot Belarus’ bei den Olympischen Winterspielen 2002 in Salt Lake City sowie der Qualifikations für jene Winterspiele und die Olympischen Winterspiele 2006 in Turin.

### Als Trainer
2007 wurde Mikultschyk Assistenztrainer beim HK Dinamo und arbeitete bis 2008 parallel als Assistenztrainer der belarussischen Nationalmannschaft. In der Saison 2010/11 betreute er hauptamtlich sowohl die U20-Nationalmannschaft Belarus’, als auch das MHL-Juniorenteam des HK Dinamo Minsk. In der Saison 2011/12 ist Mikultschyk Cheftrainer der zweiten Mannschaft des HK Donbass Donezk, mit der er 2012 die ukrainische Meisterschaft gewann. In der Saison 2013/14 war Mikultschyk wieder Assistenztrainer beim HK Dinamo, zudem betreute er die belarussische Nationalmannschaft bei der Weltmeisterschaft 2014.
In der Saison 2015/16 war er Assistenztrainer bei Neftechimik Nischnekamsk, ab November 2016 bis Ende der Saison 2017/18 bei Awtomobilist Jekaterinburg.

## Erfolge und Auszeichnungen
| - 1982 Bronzemedaille bei der U18-Junioren-Europameisterschaft - 1984 Goldmedaille bei der Junioren-Weltmeisterschaft - 1990 Sowjetischer Meister mit dem HK Dynamo Moskau - 1991 Sowjetischer Meister mit dem HK Dynamo Moskau - 1999 Russischer Meister mit dem HK Metallurg Magnitogorsk - 1999 European-Hockey-League-Gewinn mit dem HK Metallurg Magnitogorsk | - 2000 European-Hockey-League-Gewinn mit dem HK Metallurg Magnitogorsk - 2004 Belarussischer Meister mit dem HK Junost Minsk - 2004 Belarussischer Pokalsieger mit dem HK Junost Minsk - 2005 Belarussischer Meister mit dem HK Junost Minsk - 2006 Belarussischer Pokalsieger mit dem HK Dinamo Minsk - 2007 Belarussischer Meister mit dem HK Dinamo Minsk |